# Joe & Sally
Joe & Sally sind die Namen zweier fiktiver Königspinguine, die bis zur Wintersaison 2007/2008 als Werbeträger für die Österreich Werbung genutzt wurden.

## Entstehungsgeschichte
Das Pinguinpaar sowie elf weitere „Pinguinpaare“ wurden für die Wiener Festwocheneröffnung 1988 erschaffen. Idee, Entwurf, Bildhauerarbeit und Bemalung der Pinguine stammen von den Objektkünstlern anaplus, das sind Ana Maria Heigl und Christian Jauernik. Ihr Mitarbeiter, der Theaterbildhauer Gerold Kubitschek, schnitzte die Form des Pinguinmannes, genannt Joe. Sally wurde von Ana Maria Heigl entworfen und geschnitzt. Es wurden für die Reisen 1988 bis 1992 4 Pinguinpaare für das Projekt verwendet. Die ersten Fotografien machte der Fotograf Willy Puchner zusammen mit der Künstlergruppe anaplus und Anneliese Paulhart, Willy Puchners Freundin. Bei der vierjährigen Etappen Weltreise von Willy Puchner wurden alle Pinguine von anaplus in Stand gehalten. 1992 erschien das Buch Die Sehnsucht der Pinguine, welches 1999 in sieben Sprachen übersetzt wurde. 2004 erschien eine überarbeitete (deutschsprachige) Neuauflage.
2008 trennte sich die Österreich Werbung von der Agentur Loewe GGK, die die Joe & Sally-Kampagne geführt hatte. Das Pinguinpaar von Willy Puchner "Eberhard und Sally" gingen in den Besitz der Österreich Werbung über.

## Pressestimmen
„Wenn Joe und Sally reisen, staunen sie sehr. Und oft. Wundern tun sie sich nicht, die beiden Pinguine, weil die Welt schließlich groß ist und immer voller Überraschungen. ... Vielleicht fanden sie vieles komisch, seltsam und unbekannt. Fremde Länder, fremde Sitten – na und? So mögen sie gedacht haben, als sie sich auf den Weg machten. ... Die Reise- und Liebesgeschichte von Joe und Sally ist metaphorisch gemeint, sie sind die Helden des geschmähten Massentourismus. Sind neugierig, wunderlich, manchmal verliebt, gelegentlich spröde, jedenfalls immer mit so etwas wie Sehnsucht im Herzen, daß es auch anderswo friedlich zugehen möge. Leute wie wir eben.“ Die Zeit, Hamburg.
„Die Pinguine sind mehr als nur künstliche Fremdkörper, die eine neue Einsicht von altbekannten Ansichten vermitteln, sie sind das intellektuelle, emotionale und künstlerische Fazit des Fotografen und Autors Willy Puchner.“ Profil, Wien.
„Der österreichische Photograph Willy Puchner ist dankenswerterweise schon vor Jahren als gute Fee in das Leben von Joe und Sally getreten. Madame misst zwar um fünf Zentimeter weniger als ihr Monsieur, zum Trost aber besitzt sie rotlackierte Fingernägel. Puchner brachte die beiden an die Traumorte der Hochglanzprospekte, und das Paar hat in der Tat viel gesehen ... Der besondere Reiz dieser Bilder verdankt sich indes der Verwandlungskraft des Pärchens. Seine Anwesenheit erst gibt den Postkartenansichten Frische und Charme, das Altvertraute, zu Tode geknipste, erwacht zu neuem Leben. Mit den Augen der Pinguine Joe und Sally sehen wir, was wir längst zu sehen verlernt haben.“ Frankfurter Allgemeine Zeitung, Frankfurt.
„Als Persiflage über das Verhalten von Touristen fotografiert er sie in deren unverwechselbaren, stereotypen Posen. Willy Puchner begibt sich mit den Pinguinen an die Stätten ihrer Sehnsucht, die auch in so mancher Hinsicht die unsere sein kann.“ Falter, Wien.